# Dipartimento di Lékoumou
Il dipartimento di Lékoumou (in francese: département de la Lékoumou)  è uno dei 10 dipartimenti della Repubblica del Congo. Situato nella parte meridionale del paese, ha per capoluogo Sibiti.
Confina a nord con il Gabon, a nord-est col dipartimento degli Altopiani, a sud est con quello di Pool, a sud con quello di Bouenza e a est con quello di Niari.

## Suddivisioni
Il dipartimento è suddiviso in 5 distretti:
- Sibiti
- Komono
- Zanaga
- Bambama
- Mayéyé